# Neuhofen im Innkreis
Pour les articles homonymes, voir Neuhofen.
Neuhofen im Innkreis est une commune autrichienne du district de Ried im Innkreis en Haute-Autriche.